# Luigi Botteon
Luigi Botteon (Varese, 24 luglio 1964) è un ex ciclista su strada italiano, professionista dal 1987 al 1991. In carriera colse un'unica vittoria, una tappa all'Herald Sun Tour nel 1988; colse alche qualche piazzamento, come il secondo posto al Giro dell'Umbria 1988.

## Palmarès
- 1985 (dilettanti)

5ª tappa Giro della Valle d'Aosta (Gressan > Fénis)
- 1986 (dilettanti)

Cronoscalata Gardone Val Trompia-Prati di Caregno
- 1988 (Favini-Seven Up, una vittoria)

4ª tappa Herald Sun Tour

## Piazzamenti

### Grandi Giri
- Giro d'Italia

1987: 70º
1988: 77º
1991: 115º